# Hrabstwo Goliad

Piramida wieku hrabstwa

Hrabstwo Goliad – hrabstwo położone w USA, w stanie Teksas. Utworzone w 1836 r. Siedzibą hrabstwa jest miasteczko Goliad.

## Sąsiednie hrabstwa
- Hrabstwo DeWitt (północ)
- Hrabstwo Victoria (północny wschód)
- Hrabstwo Refugio (południowy wschód)
- Hrabstwo Bee (południowy zachód)
- Hrabstwo Karnes (północny zachód)

## Miasta
- Goliad – założone w 1749, należy do 10 najstarszych miast Teksasu i znane jest z Maskry w Goliad (podczas rewolucji teksańskiej)[1]. Należy do obszaru metropolitalnego Victorii. Na początku XX wieku miasto doświadczyło najbardziej śmiercionośnego tornada w historii Teksasu, które zabiło 114 osób, w tym szeryfa[2].

## Gospodarka
77% areału gospodarstw zajmują pastwiska, 12% uprawy i 9% to obszary leśne. 
- akwakultura (23. miejsce w stanie)[3]
- hodowla bydła, drobiu i koni[3]
- blisko połowa mieszkańców (47,3%) zatrudnionych jest w usługach zdrowotnych i edukacyjnych, budownictwie oraz w produkcji[4]
- niewielkie wydobycie gazu ziemnego i ropy naftowej[5]
- niewielkie uprawy bawełny, orzechów pekan, soi, kukurydzy i sorgo[3].

## Demografia
Mieszkańcy deklarują głównie pochodzenie meksykańskie (30,7%), niemieckie (18,3%), mieszane (16,3%), angielskie (6,9%), „amerykańskie” (5,8%), irlandzkie (5,4%), afroamerykańskie (5,1%) i polskie (3,2%).